# Luigi Manzini
Luigi Manzini, né à Bologne le 19 septembre 1604 et mort le 27 juin 1657, est un théologien et écrivain italien. Il est notamment l'auteur d'un discours sur Il Niente (Le Néant), publié à Venise en 1634, qui suscita une controverse en Italie et en France.

## Biographie
Troisième garçon né de Girolamo Manzini et Camilla Vitali, dans une famille noble de Bologne, Luigi Manzini entre dans l'ordre des bénédictins en 1620, au monastère de San Michele in Bosco à Bologne, et fait des études de philosophie et de théologie. Ses résultats remarquables décident ses supérieurs à l'envoyer à Rome où il devient le théologien du cardinal Maurice de Savoie. Il sera membre des prestigieuses académies littéraires romaines, L'Accademia dei Desiosi  et L'Accademia degli Umoristi .
Établi au monastère de Sant'Elena, à Venise, il publie en 1633 un panégyrique de la république de Venise, Il Leon Coronato (Le lion couronné) qui lui obtint le droit de « jouir des honneurs et de la dignité comme s'il était un citoyen vénitien ». Membre de l'influente Accademia degli Incogniti de Venise , il prononce, dans cette académie, en 1634, son célèbre discours sur Il Niente. Peu après, avec l'autorisation du pape Urbain VIII, il quitte l'ordre bénédictin et revient à Bologne, sa ville natale, où il exerce un ministère séculier et obtient la chaire des humanités à l'université de Bologne. Membre du collège de théologie (1643) puis du collège de philosophie (1651), il publiera de nombreux traités historiques et de spiritualité, ainsi que des ouvrages politiques de circonstance.
À partir de 1643 et durant une décennie, on sait peu de choses de la vie de Manzini.
En 1654, établi à Mantoue auprès de Charles II Gonzague, duc de ladite cité, il est président du Grand Conseil et historien officiel du duché. Puis en 1656, il est à Turin historien de la cour de Savoie. Il meurt le 27 juin 1657, après avoir été blessé accidentellement d'un coup d'arquebuse dans des circonstances mal éclaircies, alors qu'il descendait le fleuve du Pô en direction de Bologne.
Luigi Manzini est enterré en l'église Santa Maria Maggiore, à Valenza, dans la province d'Alexandrie, en Lombardie.

## Il Niente
Dans le discours sur le Néant, Il Niente, prononcé le 8 mai 1634, Luigi Manzini  affirme : « J'ai découvert qu'aucune chose, hormis Dieu, n'est plus noble ni plus parfaite que le Néant ». Et plus loin : « Le pur Néant inclut en soi tout ce qui est possible et tout ce qui est impossible ». Appuyant son approche rhétorique sur la volonté déclarée de s'affranchir d'une « philosophie rance et éculée » (canuta i rancida filosofia), et préférant « l'épouse qu'est la Raison à la concubine qu'est l'Autorité », Manzini pousse ainsi à la limite la pensée de ce « Néant qui, en quelque sorte, en vient à être plus nécessaire que l'Eternel ». Et il expose ce que l'on pourrait désigner comme les figures du Néant : « La parole, sitôt née du mot, absorbée dans le Néant », le sommeil, la nuit, le silence, le temps, la mort .
Le discours de Manzini sera l'occasion d'une controverse active, entraînant, en écho ou en réponse, la publication, dans les douze mois, de pas moins de quatre discours ou traités  par l'Italien Marin Dell'Angelo, Le glorie del Niente (Les gloires du Néant) ; les deux Français, Raymond Vidal, Il Niente annientato (Le Néant anéanti) et Jacques Gaffarel  Nihil, fere Nihil, minus Nihilo (Rien, presque Rien, moins que Rien) ; et enfin l'Italien Giovanni Villa, Considerazioni del Villa sopra il Discurso del Niente di D. Luigi Manzini .
Frédéric Gabriel, dans une présentation de l'œuvre de Gaffarel, souligne la portée philosophique des disputes vénitiennes initiées par Manzini: « Le Rien, vanité élevée à l'état d'exercice de style métaphysique et de référent paradoxal, est un outil libertin qui permet alors de mettre en avant une fracture tant épistémologique qu'anthropologique : le Rien est décrit comme une merveille (meraviglia), un nouveau monde où l'Autorité n'a plus aucune prise et où les a priori sont détruits » .

## La Renaissance du Rien
Le questionnement philosophique du Rien se retrouve en Occident dès ce qu'il est convenu d'appeler la Renaissance carolingienne ainsi qu'en témoigne le court traité logico-ontologique de Fredegisus de Tours, De Substantia Nihili et Tenebraraum (Sur la substance du Rien et des ténèbres), rédigé autour de l'an 804 et qui répondait à une interrogation de l'empereur Charlemagne  :  « Quaestio autem huiusmodi est Nihilne áliquid sit an non ? (...) Nihil autem aliquid significat. Igitur nihil eius significatio est quod est id est rei existentis (...) Igitur nihil magnum quiddam ac praeclarum est » (La question ainsi est celle-ci : Rien est-il en quelque sorte quelque chose ou non ? (...) Rien cependant signifie quelque chose. Donc Rien est signification de quelque chose qui est, c'est-à-dire d'une chose existante (...)  C'est pourquoi Rien est quelque chose de grand et aussi de brillant / de très remarquable) .
Traducteur d'Angelus Silesius (1624 -1677) et de Heidegger, Roger Munier quant à lui rappelle : « Sur la notion du rien, si c'en est une, on peut remonter à Maître Eckhart (c. 1260 — c. 1328), pour qui la Gottheit, la Déité, l'Au-delà de Dieu, est le Néant. C'est un néant et, en même temps, c'est ce qui est suprême. Le Rien est ultime, l'Ultime. Tout vient de rien et tout va à rien ». Et le maître rhénan, « auprès de qui nous apprenons à lire et à vivre » d'enjoindre: « Si vous voulez être parfaits, vous devez être nus de néant ».
Dans les Carnets de Léonard de Vinci (1452 - 1519), on peut lire cette annotation : « D'entre les grandeurs des choses qui sont autour de nous, l'être du rien tient le premier rang », que Heidegger, dans le texte Zur Seinsfrage publié en 1955 à l'occasion du 60e anniversaire d'Ernst Jünger, commente ainsi : « Le mot de ce Grand homme ne peut ni ne doit rien démontrer, mais il montre en direction des questions suivantes : de quelle façon  "y a-t-il"  l'Être,  "y a-t-il"  le Néant ? »
C'est par une analyse des discours vénitiens sur le Néant, dont celui de Manzini, qui présentent une « exaltation du Rien et de ses gloires, ou, à l'inverse, une critique sans pitié qui le voue à l'insignifiance », que Stanislas Breton amorce sa réflexion philosophique et théologique sur La Pensée du Rien dans un ouvrage qui contient également une analyse détaillée du traité De Nihilo (1510) de Charles de Bovelles (1479 - 1556), dont on peut penser qu'il a « en grande partie et parfois littéralement » inspiré les discours de la Renaissance sur le Rien.
On peut ici citer le poème de Thérèse d'Avila (1515 -1582), Nada te turbe, Nada te espante : « Que Rien ne te trouble, que Rien ne t'épouvante » dont le texte original espagnol expose bien le paradoxe de la négativité active qui gît au fond de l'inquietude mystique.
Christine Buci-Glucksmann écrit : « Le rien sous toutes ses formes, dans toutes ses langues (il niente, la nada, das Nichts, le vide, la vacuité, le néant, l'abîme...), n'a cessé d'obséder tous les baroques. Rien de l'amour inconstant changeant ou fou, rien de la vie, « un rien qui est si peu et ne sera bientôt plus rien » (Quevedo), rien plus critique et conceptuel des libertins italiens, d'un Manzini par exemple, qui en louent les pouvoirs de subversion et de « merveille », ou rien mystico-baroque d'un vide de plénitude, d'un transport de perte et ravissement : tout un art, toute une philosophie du rien se met en place ».
Claude Romano rappelle que « les libertins italiens du début du XVIIe siècle et, dans leur prolongement, Jacques Gaffarel, se situent délibérément en marge des principaux courants de la philosophie et de la théologie orthodoxe (…) Selon une conception hétérodoxe et toute baroque du rien (Niente), il devient dès lors permis d’inverser le rapport de condition à conditionné et d’affirmer l’impossibilité pour Dieu de devenir Créateur sans le rien (il non poter Dio senza ‘l Niente divenir Creatore). Mais il s’agit aussi, selon un geste qui préfigure Pascal, et sous l’influence de l’atomisme antique, de réintroduire le vide dans la nature, laquelle n'abhorre pas, mais révère le rien ».
Et l'on pourra trouver un lointain écho contemporain de la pensée manzinienne du néant dans cette scholie du colombien Gómez Dávila (1913-1994) : « Entre l'homme et le néant se dresse l'ombre de Dieu » et dans cet aphorisme du roumain Cioran (1911-1995): « Sans Dieu tout est néant ; et Dieu ? Néant suprême ».

## Musique et Néant: une esthétique baroque
« Florence, la cité intellectuelle, avait bien dans ses spéculations humanistes et platoniciennes, conçu d'une façon d'ailleurs bien abstraite l'opéra. Mais son école musicale n'était plus que de second ordre, la cour des Médicis perdait de son éclat. Le nouveau drame lyrique allait connaître son extraordinaire fortune dans des foyers plus actifs et plus riches, et surtout grâce au plus grand musicien italien de ce temps, Monteverdi (1567 - 1643) ». Celui-ci, entré en 1590 au service de Vincent Ier de Gonzague, duc de Mantoue, créa en 1607 son opéra L'Orfeo qui fut représenté le 27 février pour les membres de l'Accademia degli Invaghiti à Mantoue .
Le livre de Mauro Calcagno sur Monteverdi et la naissance de l'opéra en Italie établit le lien entre l'esthétique du Néant développée par Manzini et les Incogniti et les extrêmes stylistiques du Baroque naissant, tant littéraire que musical (opéra) : « La philosophie du Rien des Incogniti, avec sa méfiance à l'égard de la puissance du langage verbal, pourrait bien être considérée comme la prémisse philosophique des extrêmes stylistiques [des œuvres littéraires baroques] et des textes contemporains écrits pour la musique, poesie per musica et librettos, textes d'intérêt particulier pour les académiciens. Dans ces textes, de manière programmée, le "poids" sémantique des mots tend à s'évaporer, tandis que leur aspect sonore prévaut. (...) La méfiance envers la signification du langage est compensée par la foi dans le pouvoir de la voix. (...) Après tout, pourquoi s'évertuer à réfléchir musicalement le sens des mots s'ils ne signifient Rien ? »
« L'orientation positiviste vers l'immédiateté constitue sans doute la caractéristique essentielle de la Renaissance », écrit Hermann Broch, dans son essai Logique d'un monde en désintégration, publié à Berlin, en 1931. « Derrière toute pensée, il y a l'angoisse, (...) la non-valeur comme un absolu qui est présent de manière permanente, parce qu'il est le néant dont nous sommes enveloppés et dans lequel Dieu trône endeuillé. (...) La musique a été donnée au monde telle un cadeau de Dieu, à l'instant où déclinait la foi en Dieu et où le monde devenait muet : la musique, ce langage abstrait du mutisme ».

### Œuvres de Luigi Manzini
- Luigi Manzini - Il Niente - reproduit dans : Carlo Ossola - Le antiche memorie del Nulla - Edizioni di Storia e Letteratura - Roma, 1997 - pages 95 et suiv. .
- En traduction française : Luigi Manzini - Le Néant - Traduction, préface et postface d'Aurélia Morali - Les Éditions Aux Forges de Vulcain - Paris, 2013.

### Sources
- Anonyme - Le Glorie de gli Incogniti - Venise, 1647 .
- Charles de Bovelles (1479 - 1556) - Le livre du Néant - Introduction, nouvelle traduction et notes par Pierre Magnard - Librairie philosophique J. Vrin - Paris, 2014. Le traité de Bovelles a été publié en 1510. Dans son introduction, Pierre Magnard développe l' histoire philosophique de ce qu'il appelle le « retour du négatif », et il écrit notamment : « Le De Nihilo de Bovelles, pour s'inscrire dans cette très ancienne tradition [d'inspiration néo-platonicienne, à travers Denys l'Aréopagite, Maître Eckart ou Nicolas de Cuse], semble aussi inaugurer une riche période de poésie métaphysique qui, allant de 1550 à 1650, va multiplier les gloses et les variations sur le Nihil », et où l'on retrouve, entre autres, Gaffarel et Manzini. (Le livre du Néant - Introduction, page 29).
- Jacques Gaffarel - Nihil, fere Nihil, minus Nihilo : seu De Ente, non Ente, et medio inter Ens et non Ens - Positiones XXVI - Typographia Ducali Pinelliana - Venise, 1634. Édition française : Rien, presque Rien, moins que Rien : ou de l'Être, du non-Être et du Milieu entre l'Être et le non-Être en 26 thèses - Traduit du latin par Marianne Goeury - Sens & Tonka - Paris, 2001.
- Carlo Ossola - Le antiche memorie del Nulla - Edizioni di Storia e Letteratura - Roma, 1997.
- Valerio Zani (Conte) - Memorie imprese, e ritratti de' Signori Accademici Gelati di Bologna - Luigi Manzini (Conte) - Bologna, 1672 - pages 299 et suiv. .